# Saint-Setiers
 Saint-Setiers  (en occitano Sent Sestari) es una comuna y población de Francia, en la región de Lemosín, departamento de Corrèze, en el distrito de Ussel y cantón de Sornac.
Su población en el censo de 2008 era de 234 habitantes.
Está integrada en la Communauté de communes Bugeat-Sornac-Millevaches au Cœur .

## Demografía
| 504 | 608 | 298 | 297 | 281 | 245 | 234 |
| Para los censos de 1962 a 1999 la población legal corresponde a la población sin duplicidades (Fuente: INSEE [Consultar]) |     |     |     |     |     |     |